# Leichtathletik-Länderkämpfe mit deutscher Beteiligung 1927
| Leichtathletik-Länderkämpfe mit deutscher Beteiligung 1927 | Leichtathletik-Länderkämpfe mit deutscher Beteiligung 1927 | Leichtathletik-Länderkämpfe mit deutscher Beteiligung 1927 | Leichtathletik-Länderkämpfe mit deutscher Beteiligung 1927 |
| ---------------------------------------------------------- | ---------------------------------------------------------- | ---------------------------------------------------------- | ---------------------------------------------------------- |
|                                                            |                                                            |                                                            |                                                            |
| 1. Länderkampf 1927: GER – CHE                             |                                                            |                                                            |                                                            |
| Düsseldorf 31. Juli 1927                                   | Düsseldorf 31. Juli 1927                                   | 1. GER 2. CHE                                              | 92,5 P 45,5 P00                                            |
| 2. Länderkampf 1927: FRA – GER                             |                                                            |                                                            |                                                            |
| Paris 22. August 1927                                      | Paris 22. August 1927                                      | 1. GER 2. FRA                                              | 89 P 62 P                                                  |
| Chronik                                                    |                                                            |                                                            |                                                            |
| ← Länderkämpfe 1926                                        | ← Länderkämpfe 1926                                        | Länderkämpfe 1928 →                                        | Länderkämpfe 1928 →                                        |

Im Jahr 1927 trug Deutschland wie in der Saison 1925 zwei Leichtathletik-Länderkämpfe aus. Beteiligt waren wie bisher auch nur Männer. Allerdings kamen die Frauen bereits im Folgejahr 1928 zu ihrem ersten Länderkampf. Es war das Jahr, in dem Frauen in der Leichtathletik auch zum ersten Mal an Olympischen Spielen teilnehmen durften. Die beiden Gegner der deutschen Leichtathleten in der Saison 1927 waren die Schweiz, mit der es seit 1921 jährliche Vergleiche gab, und Frankreich. Auf das französische Team war die deutsche im Vorjahr im Rahmen eines Drei-Länder-Vergleichs bereits einmal getroffen.

## Länderkampf gegen die Schweiz
Der Ländervergleich mit diesem Gegner fand in diesem Jahr zum siebten Mal statt. Austragungsort war wie 1924 die deutsche Stadt Düsseldorf. Am 31. Juli setzten sich Deutschlands Leichtathleten zum siebten Mal durch, diesmal sehr deutlich mit 92,5 zu 45,5 Punkten.
Die Regeln waren dieselben wie beim Aufeinandertreffen der beiden Teams im Jahr 1925. Je Wettbewerb und Nation traten zwei Athleten gegeneinander an. Die Sieger erhielten in den Einzeldisziplinen jeweils vier Punkte, die Zweiten jeweils drei und die Dritten je zwei Punkte. Die jeweils Viertplatzierten kamen noch mit je einem Punkt in die Wertung. In den beiden Staffeln brachte Platz eins drei Punkte und Platz zwei einen Punkt.

## Länderkampf gegen Frankreich
Zum ersten Mal trugen die beiden Nationen Frankreich und Deutschland einen Zwei-Länderkampf miteinander aus. Gastgeber war am 22. August die französische Hauptstadt Paris. Deutschland blieb auch in seinem insgesamt neunten Länderkampf ungeschlagen und siegte mit 89 zu 62 Punkten.
Die Regeln waren zum ersten Mal so gestaltet, wie sich das bei Länderkämpfen in späteren Jahren fest etablieren sollte. Jede Mannschaft trat in den Einzelwettbewerben mit je zwei Teilnehmern an. Die Sieger erhielten jeweils fünf Punkte, die Zweitplatzierten jeweils drei und die Drittplatzierten je zwei Punkte. Die Athleten auf dem jeweils vierten Rang kamen noch mit je einem Punkt in die Wertung. In den beiden Staffeln brachte Platz eins drei Punkte und Platz zwei einen Punkt.

## Anmerkung
1. 1 2  In damaligen Berichten und Veröffentlichungen ist für Deutschland meist die Punktzahl 99,5 angegeben. Bei Nachrechnung ergibt sich jedoch der hier aufgeführte Wert von 92,5 Punkten.